# Kwajalein
Kwajalein – największy atol w archipelagu Wysp Marshalla w łańcuchu wysp Ralik Chain. Wyspy zajmują powierzchnię 28,5 km². Miejsce lokalizacji wojskowej bazy lotniczej i morskiej USA, przede wszystkim zaś poligonu antybalistycznego Ronald Reagan Ballistic Missile Defense Test Site.

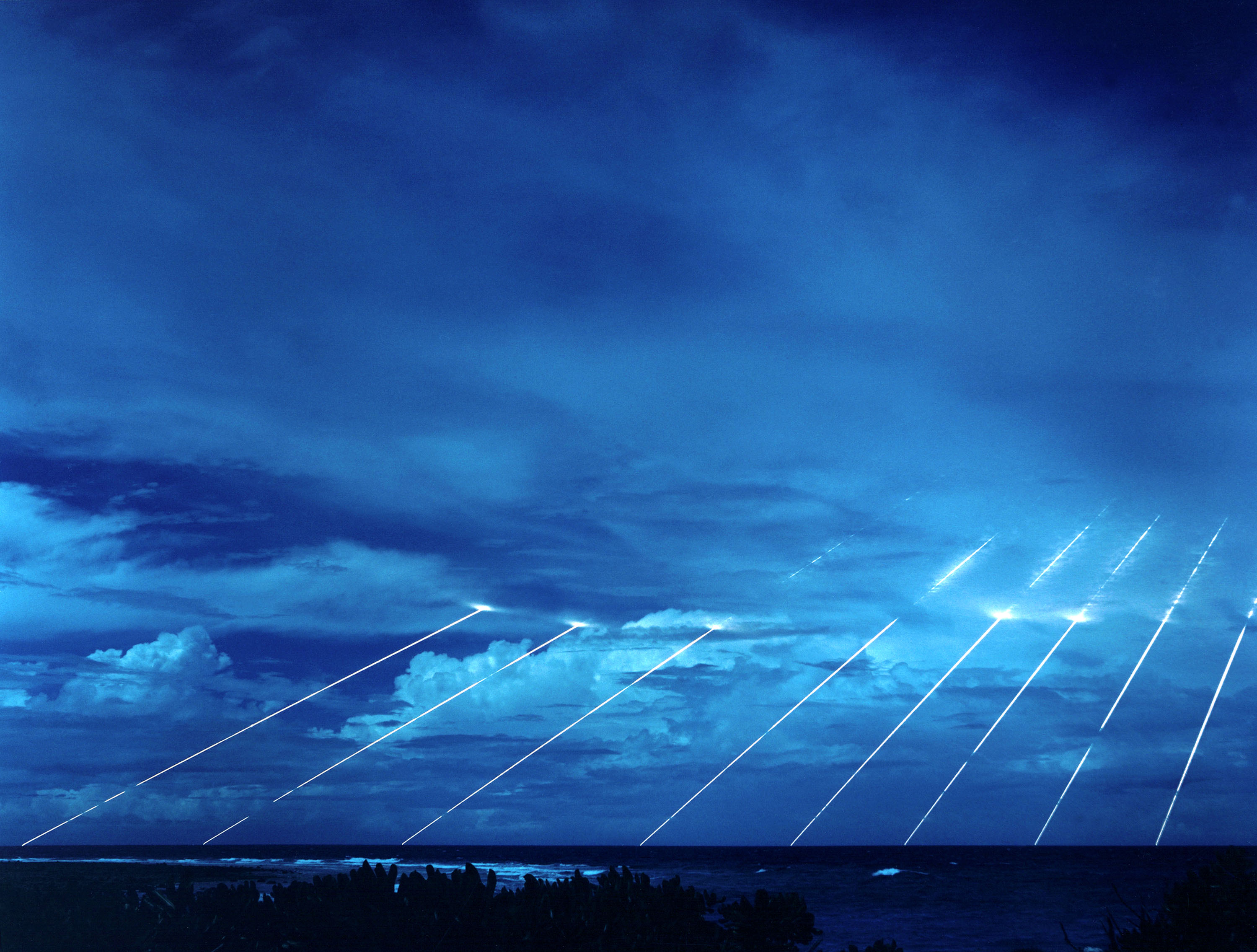
LGM-118A Peacekeeper testowany na Atolu Kwajalein